# Triathlon na Igrzyskach Panamerykańskich 2011
Triathlon na Igrzyskach Panamerykańskich 2011 odbył się 23 października 2011 roku, a sześćdziesięciu dziewięciu zawodników obojga płci rywalizowało w API Maritime Terminal. Zawody składały się z przepłynięcia 1500 metrów, przejechania rowerem 40 kilometrów i przebiegnięcia 10 kilometrów.

## Podsumowanie

### Klasyfikacja medalowa
| Klasyfikacja medalowa | Klasyfikacja medalowa | Klasyfikacja medalowa | Klasyfikacja medalowa | Klasyfikacja medalowa | Klasyfikacja medalowa |
| Miejsce               | Państwo               | Złoto                 | Srebro                | Brąz                  | Razem                 |
| --------------------- | --------------------- | --------------------- | --------------------- | --------------------- | --------------------- |
| 1                     | Stany Zjednoczone     | 1                     | 1                     | 0                     | 2                     |
| 2                     | Brazylia              | 1                     | 0                     | 1                     | 2                     |
| 3                     | Chile                 | 0                     | 1                     | 0                     | 1                     |
| 4                     | Kanada                | 0                     | 0                     | 1                     | 1                     |
| Razem                 | Razem                 | 2                     | 2                     | 2                     | 6                     |

### Medaliści
| Konkurencja | 1. miejsce       | 2. miejsce           | 3. miejsce         |
| ----------- | ---------------- | -------------------- | ------------------ |
| Mężczyźni   | Reinaldo Colucci | Manuel Huerta        | Brent McMahon      |
| Kobiety     | Sarah Haskins    | Bárbara Riveros Díaz | Pamella Nascimento |